# استان پدرو دومینگو موریلو
استان پدرو دومینگو موریلو (به اسپانیایی: Provincia Pedro Domingo Murillo) یکی از استان‌های بولیوی در بولیوی است که در شهرستان لاپاز (بولیوی) واقع شده‌است. استان پدرو دومینگو موریلو ۴٬۷۰۵ کیلومتر مربع مساحت و ۱٬۶۶۳٬۰۹۹ نفر جمعیت دارد.